# Coast to Coast
De Coast to Coast (C2C), ook bekend als Sea to Sea, is een fietsroute door het noorden van Engeland. De route werd in 1994 geopend en loopt van de Ierse Zee tot de Noordzee. De startplaats is naar keuze Whitehaven of Workinton aan de westkust van Cumbria, waarna je fietst tot aan Sunderland of Tynemouth aan de oostkust. 

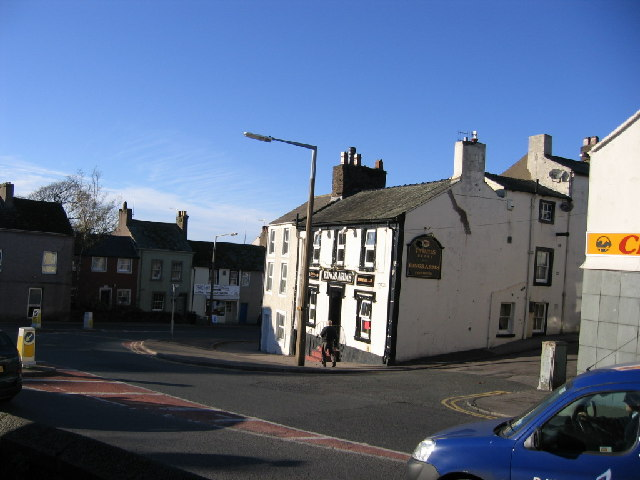
Whitehaven aan de Ierse Zee

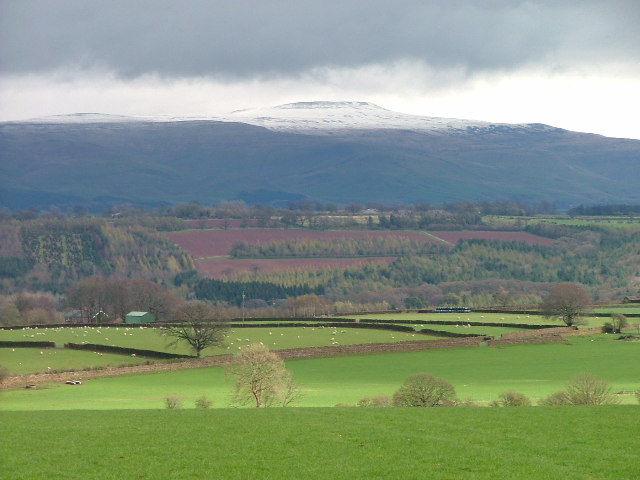
Eden valley

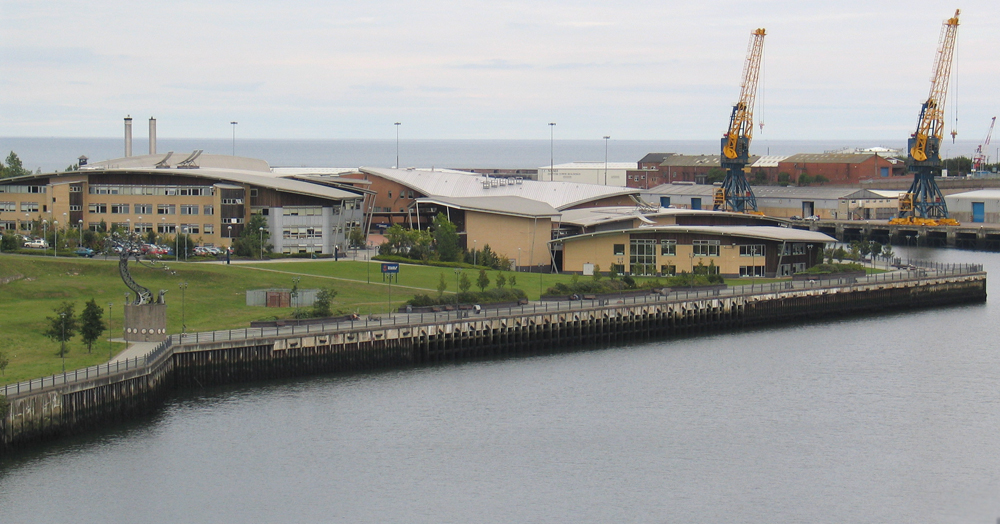
Sunderland aan de Noordzee

De 224 kilometer (140 mijl) lange C2C, onderdeel van het veel grotere National Cycle Network met een totale afstand van meer dan 5000 mijl, is de populairste lange afstandsfietsroute van Groot-Brittannië. Hij volgt B-weggetjes, oude spoorlijnen, off-road tracks en speciaal voor de route aangelegde fietspaden. De route is ontworpen voor zowel de gewone fietser als de meer sportief aangelegde pedalist. Voor de mountainbike zijn er speciale routes als alternatief in de tocht opgenomen, met als grote uitdaging de Old Coach route 15 kilometer na Penrith.
De C2C in het kort:
- Lengte:  224 km
- Laagste punt:  zeeniveau
- Hoogste punt:  610 meter

De C2C-cycle-route werd door Sustrans ontwikkeld in samenwerking met de verschillende plaatselijke autoriteiten. Gemiddeld maken er tussen de 12.000 en 15.000 fietsers per jaar gebruik van de route. 
De fietsroute start in de voormalige steenkool- en industriestreek West Cumbria en gaat dan door het noordelijke deel van het Lake-District. Via Keswick en de Eden valley loopt de route door mooie sandstone dorpen. Na Penrith begint de beklimming van de Hartside en worden de Northern Pennines bereikt - het dak van Engeland. Vanaf hier volgt een golvende rit kronkelend door oude loodmijnbouwdorpen, zoals Nenthead en Rookhope, en een afdaling naar de Durham Dales voor het binnengaan van de oude staalgemeente Consett. Daarna is het een gemakkelijke rit door een van Engelands oudste industriële Heartlands tot de Noordzee en Sunderland. 
De tocht kan ook worden gestart in Workington en/of beëindigd in Tynemouth. Ook kan de route worden verlaten bij Penrith en via Schotland worden gefietst naar Glasgow, een ander traject van de National Cycle Route.
Het traject volgt verschillende types weg: 
- Hoofdwegen meestal korte stukjes door landelijke dorpjes: 4%
- B-wegen langs stille landweggetjes: 50%
- Fietspaden, Mountainbike-trajecten en gesloten spoorlijnen enz: 46%

Gebruikelijk is de tocht van het westen naar het oosten rijden, zodat geprofiteerd wordt van de wind die voornamelijk uit het westen komt. Ook zijn er dan kortere klimmetjes en langere afdalingen waardoor de tocht minder zwaar is. Traditioneel start men de tocht door het achterwiel in de Ierse Zee te dopen en beëindigt men hem door met het voorwiel hetzelfde te doen in de Noordzee. 